# Ladyva
Ladyva (nacida Vanessa Sabrina Gnaegi ; nacida el 8 de diciembre de 1988) es una pianista de boogie-woogie, blues y jazz, cantante y compositora suiza.

## Carrera musical
Ladyva comenzó a tocar el piano cuando tenía 14 años. Se inspiró en la música de los grandes maestros del boogie-woogie. Dos años más tarde comenzó a actuar junto con su hermano Pascal Silva. En 2009, Ladyva lanzó su primer álbum "Vanessa G – The Boogie Woogie Lady". En 2014, Ladyva participó en varios festivales de boogie-woogie en Alemania.
Ladyva fue invitada a actuar en la gira británica 80th Birthday/Farewell de Jerry Lee Lewis en el London Palladium y en el Clyde Auditorium de Glasgow en septiembre de 2015, El 16 de octubre de 2015 actuó en vivo en The Late Late Show en RTÉ One en Irlanda. En noviembre realizó una gira por Europa, apareciendo en programas de televisión en Bulgaria, incluido el Slavi's Show y la elección de Miss Bulgaria. En Londres (Boisdale, Canary Wharf) actuó en los Cigar Awards con invitados como Burt Reynolds y Jonathan Ross. 
En mayo de 2016, fue invitada a actuar en el Boogie Woogie & Blues Spectacular, un evento organizado por Jools Holland. El 12 de diciembre de 2016, actuó nuevamente en los Cigar Awards, en un evento que contó con la presencia de invitados como Charlie Sheen y Kelsey Grammer.
En 2016 siguieron nuevas actuaciones en festivales, tanto en Suiza como en el extranjero. El 22 de abril de 2017, Ladyva y Silvan Zingg presentaron su primer álbum conjunto a cuatro manos, titulado Beloved Boogie Woogie.
En agosto de 2017 y 2022, fue invitada a actuar en uno de los festivales de boogie-woogie más importantes de Europa, celebrado en Laroquebrou, Francia. También ha participado en numerosos festivales de jazz y boogie-woogie en distintas partes del mundo. 
El 13 de septiembre de 2017, en Londres, Ladyva recibió el premio a la Best Boogie Woogie Pianist 2017 en los Boisdale Music Awards, organizados por Jools Holland. habiendo lanzado recientemente su tercer álbum, 8 to the Bar.
En noviembre de 2017, Ladyva actuó en la Sinfónica de los Beatles en el London Coliseum, interpretando la canción Something, acompañada por la London Concert Orchestra y junto a artistas como Bonnie Tyler.
En 2018 actuó en vivo en el programa de televisión británico Loose Women en ITV . Más tarde ese mismo año, participó nuevamente en el Boogie-Woogie and Blues Spectacular organizado por Jools Holland, esta vez con invitados como Hugh Laurie conocido por su papel como el Doctor House.
Su pieza de 2020, Quarantine Boogie, tuvo una amplia difusión en YouTube. En 2021 lanzó un sencillo titulado Ladyva's Stomp. 
El 28 de septiembre de 2022, Ladyva recibió el premio a la Artista Boogie-Woogie del Año en los Boisdale Music Awards, organizados por Jools Holland.
En diciembre de 2022, actuó junto a Kool & The Gang en las Grandes Pirámides de Guiza, en Egipto.
En diciembre de 2023, lanzó el álbum Steam Train Boogie. En noviembre de 2024, actuó en la gira británica de Jools Holland, en teatros reconocidos como el Symphony Hall de Birmingham y el Royal Albert Hall de Londres.
A julio de 2025, su canal de YouTube supera los 120 millones de visualizaciones.

## Premios y honores
- Premios Boisdale Music Awards 2017, presentados por Jools Holland: "Best Boogie Woogie Pianist 2017"[8]
- 2022 YouTube Creator Award Silver Play Button "Ladyva - por superar los 100.000 suscriptores"
- Premios Boisdale Music Awards 2022, presentados por Jools Holland: "Artista Boogie-Woogie del Año"[13]

## Discografía
- 2009: Vanessa G – The Boogie Woogie Lady
- 2016: The New Orleans Experience – Jazz Ascona Festival Sampler-CD
- 2016: Ladyva & Silvan Zingg – Beloved Boogie Woogie
- 2017: Ladyva – 8 to the Bar
- 2021: Ladyva – Ladyva's Stomp
- 2023: Ladyva – Steam Train Boogie